# بيت زموح (عبس)

تعديل مصدري - تعديل

بيت زموح هي إحدى قرى عزلة مطولة بمديرية عبس التابعة لمحافظة حجة، بلغ تعداد سكانها 128 نسمة حسب تعداد اليمن لعام 2004.